# 舍夫琴科韋 (舍夫琴科韋鄉級市鎮)
舍夫琴科韋（烏克蘭語：Шевченкове）是烏克蘭尼古拉耶夫州尼古拉耶夫區舍夫琴科韋鄉級市鎮内的村莊。该村成立于1929年，2001年时人口数量为3,150人。

## 人口統計
根據 2001年烏克蘭人口普查，村民的母語分配如下：
- 烏克蘭語：88.3%
- 俄語：9.6%
- 其他：2.1%